# Hedrick Smith
Pour les articles homonymes, voir Hedrick.
Hedrick Smith, né le 9 juillet 1933 à Kilmacolm (Écosse), est un journaliste.
De 1971 à 1974, il est chef du bureau de Moscou du New York Times. Il remporte en 1974 le Pulitzer Prize for International Reporting pour ses reportages sur l'URSS et l'Europe de l'Est. Il écrit plusieurs livres, dont Les Russes, publié en 1976, qui décrit la vie quotidienne des soviétiques dans les années 1970 (à ne pas confondre avec l'ouvrage homonyme de Vladimir Sichov, publié en 1980).